# پگومزی
پگومزی، روستایی در دهستان توتان و مهمدان بخش بنت شهرستان نیک‌شهر در استان سیستان و بلوچستان ایران است.

## جمعیت
بر پایه سرشماری عمومی نفوس و مسکن در سال ۱۳۹۵، جمعیت این روستا برابر با ۲۸۴ نفر (۸۷ خانوار) بوده است.